# Глазунов, Александр Кириллович
Алекса́ндр Кири́ллович Глазуно́в (род. 4 апреля 1947, Москва) — советский и российский театральный художник и педагог, сценограф Малого театра, Заслуженный работник культуры  Российской Федерации (1998).

## Биография
Александр Глазунов родился 4 апреля 1947 года в городе Москве в семье русских актеров. Дедушка — Александр Хованский (народный артист РСФСР) и бабушка Екатерина Куприянова служили в Театре Советской армии, отец — Кирилл Глазунов в Драматическом театре на Малой Бронной. В 1963 году Александр приходит на работу в театр отца в качестве ученика бутафора. В 1965 году успешно сдаёт экзамены и поступает на вечернее отделение бутафорского факультета Театрального художественно-технического училища (ТХТУ), которое заканчивает в 1971 году.
В 1969 году был принят на работу в Государственный академический Малый театр СССР, где и работает по настоящее время.
В 1976 году закончил ГИТИС, факультет сценографии (мастерская А. Б. Довжика). Свой первый театральный макет сделал совместно с художником Василием Шапориным, сыном известного советского композитора Юрия Шапорина. Макет предназначался для спектакля «Самый последний день» по пьесе Б. Васильева режиссёра Бориса Равенских. Следующей самостоятельной работой стал макет к спектаклю «Фальшивая монета» по пьесе М Горького, который ставили народный артист СССР Борис Бабочкин и художник Татьяна Ливанова. Макет для этого спектакля хранится в музее театра по сей день.
В качестве художника-постановщика также оформлял спектакли в драматических театрах городов Цхенвали, Пенза, Саратов, Орел, Токио, Хельсинки. Его не раз приглашали к творческому сотрудничеству такие известные театральные музеи, как Бахрушинский, Ермоловский, музей Малого театра.
С 1994 года занимается преподавательской деятельностью на театральном отделении Московского государственного академического художественного училища памяти 1905 года преподаёт сценографию, макет и оборудование сцены и на факультете сценографии Российской Академии театрального искусства — ГИТИС преподаёт предмет «Технология оформления спектакля».
Является членом Союза театральных деятелей России и членом Союза художников России.

## Театральные работы

### Сценография
Малый театр
- 1984 — «Живой труп» Л. Толстого
- 1992 — «Дядюшкин сон» Ф. Достоевского
- 1994 — «Волки и овцы» А. Островского
- 1995 — «Снежная королева» Е. Шварца
- 1996 — «Чудаки» М. Горького
- 1996 — «Чайка» А. Чехова
- 1998 — «Бешеные деньги» А. Островского
- 1999 — «Сказка о Царе Салтане» А. Пушкина
- 2002 — «Корсиканка» И. Губача
- 2002 — «Усилия любви» У. Шекспира
- 2003 — «Таинственный ящик» П. Каратыгина
- 2004 — «Три сестры» А. Чехова
- 2004 — «Свадьба, свадьба, свадьба» А. Чехова
- 2006 — «Ревизор» Н. Гоголя
- 2008 — «Власть тьмы» Л. Толстого
- 2009 — «Касатка» А. Толстого
- 2009 — «Умные вещи» С. Маршака
- 2010 — «Наследники Рабурдена» Э. Золя
- 2012 — «Бесприданница» А. Н. Островского
- 2012 — «Дети Ванюшина» С. А. Найдёнова
- 2014 — «Молодость Людовика XIV» А. Дюма-отца
- 2016 — «Не всё коту масленица» А. Н. Островского
- 2017 — «Маленькие трагедии» А. С. Пушкина
- 2017 — «Женитьба» Н. В. Гоголя

Южно-осетинский гостеатр имени Коста Хетагурова
- 1977 — «Дама невидимка» Кальдерона

Московский театр им. К. С. Станиславского
- «Это так, если вам так кажется» Л. Пиранделло /костюмы/

Московский детский музыкальный театр «Экспромт»
- 1999 — «Медведь» «Предложение» «Барышня крестьянка» А.Чехова

Пензенский областной драматический театр имени А. Луначарского
- «Волки и овцы» А. Островского
- «Касатка» А. Толстого
- «Дядюшкин сон» Ф. Достоевского
- «На всякого мудреца довольно простоты» А. Островского

Саратовский Академический театр юного зрителя имени Ю. Киселёва
- 1998 — «Волки и овцы» А. Островского
- 1999 — «Король Лир» У. Шекспира

Орловский Государственный академический театр имени И. Тургенева
- 2003 — «Корсиканка» И. Губача

Новгородский театр драмы имени Ф. Достоевского
- 2003 — «Банкет» Н. Саймон

Театр «Хайтё» (Токио)
- «Самоубийца» Н. Эрдмана

Городской театр города Хельсинки
- 2011 — «Лес» А. Островский

## Экспозиции в музеях
- «Старый театр» — музей им. Бахрушина
- «Гримёрная Великой актрисы» — музей-квартира М.Ермоловой
- «Мемориальная квартира А. И. Сумбатова-Южина» — музей Малого театра

## Звания и награды
- Медаль «В память 850-летия Москвы».
- Заслуженный работник культуры Российской Федерации (4 июля 1998 года) — за заслуги в области культуры и многолетнюю плодотворную работу[1].
- Почётная грамота Президента Российской Федерации (25 мая 2020 года) — за заслуги в развитии отечественной культуры и искусства, многолетнюю плодотворную деятельность[2].